# Bagatela (architektura)
Bagatela – dawna nazwa pawilonu ogrodowego lub pałacyku o funkcji wypoczynkowo-rozrywkowej.
Bagatele jako miejsca krótkotrwałego, okolicznościowego spędzania czasu były rozpowszechnione w Polsce w 2. połowie XVIII i w początkach XIX wieku. Czasami nazywane były w ten sposób całe posiadłości. W Warszawie dawne miejsce usytuowania tego rodzaju obiektu przetrwało do dziś w nazwie jednej z ulic w pobliżu Belwederu (ulica Bagatela).